# Faro de la Punta de Melenara
El faro de la Punta de Melenara o faro de Taliarte es un faro situado sobre el promontorio denominado punta de Melenara, entre la playa del Hombre y la playa de Melenara. Se encuentra en el puerto de Taliarte, en la ciudad de Telde, en la isla de Gran Canaria, en el archipiélago de las Islas Canarias, España. Ubicado en la parte este de la isla, este faro alumbra el litoral entre el faro de La Isleta al norte y el faro de Punta de Arinaga al sur. Está gestionado por la autoridad portuaria de Las Palmas de Gran Canaria.

## Historia
Entró en funcionamiento el 14 de junio de 1905.